# Viceministerio de Transportes del Perú
El Viceministerio de Transportes del Perú es el Despacho Viceministerial dependiente del Ministerio de Transportes y Comunicaciones, en el cual se encarga de la aeronáutica civil, infraestructura y servicios de transportes de alcance internacional, nacional, regional y local; así como sobre circulación y tránsito terrestre en el marco de la normatividad vigente. 

## Funciones
- Formular, coordinar, ejecutar y supervisar la política nacional del sector transportes, de conformidad con la política general de gobierno;
- Proponer o aprobar planes, estrategias, normas, lineamientos, entre otros, para el desarrollo del sector transportes, según corresponda.
- Coordinar, orientar y supervisar las actividades de los órganos del ministerio y de las entidades bajo el ámbito del sector transportes
- Coordinar con los gobiernos regionales y locales la implementación de las políticas nacionales y evaluar su cumplimiento, en el ámbito de su competencia.
- Expedir resoluciones viceministeriales en el ámbito de su competencia
- Suscribir y supervisar convenios, acuerdos, actas, entre otros, con entidades públicas o privadas nacionales, en las materias de su competencia
- Representar al ministerio en los actos y gestiones que le sean encomendados
- Ejecutar y hacer cumplir la legislación sobre las materias de su competencia
- Otras funciones que le asigne el(la) ministro(a) y aquellas que le sean dadas por normativa expresa

## Estructura
- Dirección General de Aeronáutica Civil
- Dirección General de Transporte Acuático
- Dirección General de Caminos Y Ferrocarriles
- Dirección General de Transporte Terrestre
- Dirección General de Asuntos Socio-Ambientales
- Dirección General de Concesiones en Transportes
- PROVIAS Nacional
- PROVIAS Descentralizado
- Autoridad Autónoma del Sistema Eléctrico de Transporte Masivo de Lima y Callao
- Autoridad Portuaria Nacional
- Superintendencia de transporte Terrestre de Personas, Carga Y Mercancías
- ATU
- CORPAC S.A.
- ENAPU S.A.
- SERPOST S.A.

## Lista de viceministros
- Carlos Documet Reyna (1982-1985)
- Ernesto Alencastre Sánchez (1985-1988)
- Alfredo Ross Antezana (1990-1991)
- Waldo Carreño Meza (1995-1996)
- Héctor Rosales Virhuez (1996-1999)
- Carlos Núñez Barriga (1999-2000)
- Julio Melgar Salmón (2000-2001)
- Ricardo Gutiérrez Aparicio (2001)
- Gustavo Guerra-García Picasso (2001-2002)
- Alberto Sanabria Ortiz (2002-2003)
- Richard Díaz González (2003-2004)
- Nestor Palacios Lanfranco (2004-2006)
- Sergio Rafael Bravo Orellana (2006-2007)
- Carlos Miguel Puga Pomareda (2007-2009)
- José Nicanor Gonzáles Quijano (2009)
- Hjalmar Ricardo Marangunich Rachumi (2009-2011)
- Alejandro Chang Chang (2011-2014)
- Carmelo Henrry Zaira Rojas (2014-2016)
- Fiorella Molinelli Aristondo (2016-2017)
- Rafael Michel Guarderas Radzinsky (2017-2018)
- Carlos César Arturo Estremadoyro Mory (2018-2020)